# Altopiano delle Pale di San Martino
L'altopiano delle Pale di San Martino è la vasta distesa rocciosa posta al centro della catena montuosa delle Pale di San Martino, Al confine tra Trentino Alto-Adige e Veneto.

## Caratteristiche
L'altopiano delle Pale di San Martino si trova al centro dell'omonimo gruppo montuoso e ha un'estensione di circa 50 km². Si presenta come un enorme tavolato roccioso vuoto che oscilla tra il 2500 e i 2800 m s.l.m..

### Limiti naturali
I limiti naturali dell'altopiano sono i seguenti:
- a nord: passo Antermarucol, valle delle Comelle (torrente Liera)
- a ovest: passo di Rosetta, Cima della Rosetta, passo di Val Roda, Croda di Rosa, Rosetta, Cima delle Scarpe, Pala di San Martino
- a sud: passi Pradidali, passo di Pradidali basso, passo della Fradusta, Fradusta, Cima dei Lastéi, passo Canali
- a est: forcella del Miel, pian del Miel, Pale dei Balconi.

### Rifugi
Sull'altopiano sono presenti due rifugi:
- il rifugio Giovanni Pedrotti alla Rosetta, situato a 2581 m s.l.m. sul limite occidentale dell'altopiano, poco distante dalla stazione a monte della funivia che parte da San Martino di Castrozza
- il rifugio Pradidali, posto a 2278 m s.l.m. oltre il limite meridionale dell'altopiano individuato nel passo omonimo.

### Laghi e ghiacciai
Nella parte centrale dell'altopiano di trovano i quattro Laghi di Manna, mentre più a sud si trova il Lago della Fradusta, originato dalle acque di scioglimento dell'omonimo ghiacciaio. Il Ghiacciaio della Fradusta è oggi diviso in due parti, inferiore e  superiore a casua del suo progressivo scioglimento e di trova sul versante nord dell'omonima cima.

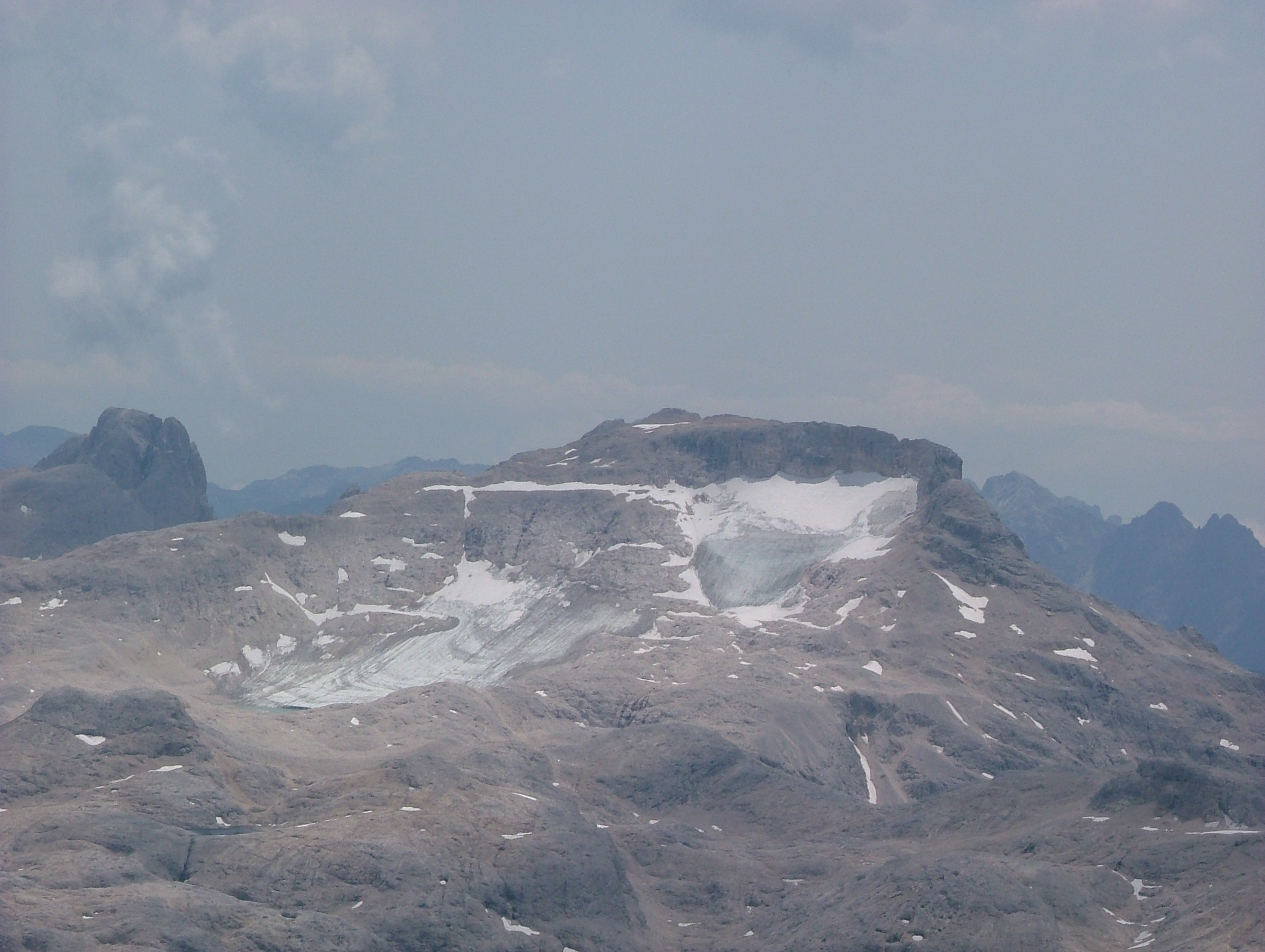
Il ghiacciaio della Fradusta nel 2005

## Accessi
Gli accessi all'altopiano delle Pale di San Martino sono diversi:
- il più semplice è tramite la cabinovia Rosetta, che parte da Col Verde, raggiungibile con l'omonimo impianto da San Martino di Castrozza, e raggiunge la cresta sommitale tra la Cima della Rosetta e il passo sottostante, poco distante dal Rifugio Pedrotti
- in alternativa alla cabinovia c'è il ripido sentiero che sale da Col Verde e arriva al Passo Rosetta mediante numerosi zig zag
- da San Martino di Castrozza si può accedere all'altopiano anche tramite il ripido sentiero che passando per il Col dei Becchi sale verso nord al Passo di Val Roda, sotto il Rifugio Pedrotti, o verso sud al Passo di Ball, sopra al rifugio Pradidali
- dalla Val Canali si può salire all'altopiano passando per il Rifugio Pradidali e l'omonimo passo, percorrendo la valle che porta il medesimo nome.
- sempre dalla Val Canali si può percorrere il sentiero che porta all'altopiano passando per il Bivacco Minazio e il passo delle Lede tramite l'omonimo vallone
- si può raggiungere l'altopiano da sud passando dal Rifugio Treviso e il passo Canali
- da est si sale partendo dalla Valle di San Lucano tramite forcella del Miel (a sud) e l'omonimo pianoro o forcella Cesurette (a nord) passando per campo Boaro
- da nord si sale partendo dalla Valle di Gares passando per la Valle delle Comelle o per il passo Antermarucol. Oppure bisogna percorrere i sentieri che passano attraverso le grandi montagne settentrionali.